# Балагер, Виктор
Виктор Балагер (кат. и исп. Víctor Balaguer) — каталонский поэт и историк. 

## Биография
Виктор Балагер родился 11 декабря 1824 года в Барселоне, где он изучил юридические науки; но ещё в бытность студентом посвятил себя изучению истории Каталонии, составил хроники каталонских городов, а именно — Монсеррата, Манрезы, Кардоны, Жироны и т. д.; в 1854 году получил место хроникера и архивариуса в Барселоне, а затем кафедру истории.
Не менее плодотворна и успешна деятельность Виктора Балагера как поэта: он написал целый ряд драматических произведений, сюжеты которых заимствовал частично из истории Каталонии — Ausias. — March, Juan de Padilla, частично из древнеклассического мира — Anibal, Saffo, Coreolano, César, Tubulo, Neron и т. д. Собрание трагедий Балагера издано в 1874 году (Барселона и Мадрид). Его лирические произведения имеют народный характер. Они были изданы под заглавием Poeslas complètas на каталонском и кастильском наречиях в Мадриде (1874 г.) в Obras poeticas в Мадриде (1880 г.). Самое популярное из его произведений — Trovador de Montserrat (Мадрид, 1874 г.). Собрание легенд и баллад издано им под заглавием: Prima vera del ultimo trovador catalan. Самая известная из его повестей: Don Juan de Serrallonga (пятое издание, Барселона, 1875 год). Из более поздних сочинений заслуживают внимания: Estudios historicos у politicos (Мадрид, 1876 г.) и история каталонских трубадуров — Historia politica y literaria do los trovadores (6 том, Мадрид, 1878—80 год).
В 1875 году Балагер избран членом Королевской академии наук в Мадриде.
Виктор Балагер умер в Мадриде 14 февраля 1901 года.